# Maróti Béla
Maróti Béla (Veszprém, 1979. május 7. –) magyar labdarúgó, posztját tekintve középpályás.

## Pályafutása
A Vasas csapatában kezdte profi pályafutását, először NB I-es mérkőzésen 2000. november 11-én lépett pályára a Videoton FC ellen 2–0-ra elvesztett bajnokin. Ezt a fellépést még 5 követte a szezonban, majd egy év múlva 16 mérkőzésen szerepelt és megszerezte első gólját is. A szezont két találattal zárta.
Ezután szintén két évig Ausztriában játszott, a FAC Wien és az FC Kärnten játékosa volt egy-egy szezon erejéig.
A 2004-es szezon kezdetén hazatért Magyarországra, a Kaposvárhoz igazolt, de itt csak kiegészítő szerepet játszott, mindössze 9 bajnoki mérkőzésen kapott lehetőséget. Következő három szezonban egyre jobban bejátszotta magát a csapatba, a 2007-es idényben már 26 mérkőzésen kapott szerepet. Az itt töltött, sikeresnek mondható közel négy év után (kupa-elődöntő, bajnoki 6. és 7. helyezés) szerződése lejártakor elfogadta a Budapest Honvéd 3 évre szóló ajánlatát, ahol stabil kezdőjátékos tudott lenni a 2008–2009-es szezonban. Csapatával megnyerte a Kupát, a döntőben a Győrt verték 1–0-s összesítéssel. Az idény végén hívta a PMFC is, de miután közös megegyezéssel távozott, visszatért Kaposvárra és 1+1 éves szerződést írt alá. Miután az opciós jog nem lépett életbe szabadon igazolhatóvá vált és 2+1 éves szerződést kötött a Ferencvárosi TC csapatával.

## Sikerei, díjai
Vasas
Budapest Honvéd
Ferencvárosi TC
- Magyarkupa-győztes: 2009 (Budapest Honvéd)
- Magyar bajnoki bronzérmes: 2 alkalommal (Vasas - 2001 ; Ferencváros - 2011)